# Der Reiter der Kaiserin
Der Reiter der Kaiserin ist eine Operette in zwei Akten von August Pepöck. Das Libretto verfasste Robert Nästlberger. Es basiert auf Motiven des 1937 erschienenen Romans „Der Kerzlmacher von St. Stephan“ von Alfons von Czibulka. Uraufführung war am 30. April 1941 am Raimundtheater in Wien.

## Orchester
Zwei Flöten, zwei Oboen, zwei Klarinetten, zwei Fagotte, vier Hörner, zwei Trompeten, drei Posaunen, eine Harfe, eine Celesta, eine Gitarre, ein Vibrafon, Schlagwerk und Streicher

## Handlung
Die Operette spielt in Wien und in Schlesien im Jahr 1759.

### Erster Akt
Kaiserin Maria Theresia hat angeordnet, dass es ihren Offizieren streng untersagt ist, sich in eine Liebschaft mit einem bürgerlichen Mädchen einzulassen, geschweige denn, ein solches zu heiraten. Dieses Verbot macht dem Leutnant Christoph von Rabenau arg zu schaffen, ist er doch unsterblich in Lisl, die Tochter des Kerzlmachers Aloisius Brand, verliebt. Als er wieder mal in Brands Laden weilt, übergibt er dem Besitzer einen Brief an seine Geliebte und wählt ein Lebkuchenherz aus, in welchem sie die Antwort an ihn verstecken soll. Er werde dann später dieses Lebkuchenherz kaufen. 
Als Lisl ihre Nachricht in das Lebkuchenherz schmuggeln will, muss sie entsetzt feststellen, dass es verschwunden ist. Sie erfährt, dass es die Kaiserin kaufen ließ, um es ihrer Tochter zum Geburtstag zu schenken. Sofort macht sich Lisl auf den Weg zum Schloss. Sie hat ein zweites Lebkuchenherz bei sich, um es gegen das belastende auszutauschen. Feldmarschall Hadik schätzt die Familie Brand sehr und will dem Mädchen helfen; aber leider misslingt der Plan.
Im Bankettsaal begegnet Lisl Christoph von Rabenau. Überglücklich schließen sich die beiden in die Arme und gestehen sich erneut ihre Liebe. Kaum hat sich der Leutnant entfernt, sieht Lisl den Sohn des Weinhändlers Kirndorfer auf sich zukommen. Dieser, Franzl Kirndorfer, hat schon lange ein Auge auf das fesche Maderl geworfen und will die Gelegenheit nutzen, wieder einmal mit ihr anzubandeln. Die gegenseitige Neckerei endet damit, dass Lisl ihrem Verehrer spaßeshalber ein Küsschen gibt. Just in diesem Moment taucht aber wieder Christoph von Rabenau auf und wird unfreiwillig Zeuge des Kusses. Er missversteht das Spielchen und glaubt, Lisl habe ihm nur ihre Liebe vorgetäuscht; in Wahrheit liebe sie einen andern.
Inzwischen hat die Kaiserin durch das verräterische Lebkuchenherz von der verbotenen Liebe ihres Leutnants Rabenau erfahren. Als ihr dieser versichert, bei der Liebelei habe es sich nur um eine Episode gehandelt, die nun abgehakt sei, gibt sie sich zufrieden. Damit der Leutnant nicht rückfällig werde, beauftragt sie ihn, eine geheime Botschaft an die in Olmütz stationierten Truppen zu überbringen. Weil sie weiß, dass die Gräfin Tersky schon lange für den Leutnant schwärmt und ihr eine Verbindung der beiden gelegen käme, wird die Gräfin zu seiner Begleitung bestimmt.

### Zweiter Akt
Auf dem Weg nach Olmütz rasten Lautnant von Rabenau und Gräfin Tersky in einem bäuerlichen Gasthof. Dabei werden sie von den feindlichen preußischen Truppen überrascht. Sie reden sich dadurch heraus, dass sie vorgeben, ein bürgerliches Ehepaar zu sein, das sich auf der Hochzeitsreise befindet. Zunächst scheinen die Preußen dieser Erklärung auch Glauben zu schenken; als aber die Gräfin ihr Taschentuch hervorholt, in das eine gräfliche Krone gestickt ist, wissen die Soldaten, dass man sie angelogen hat. Christoph von Rabenau muss nach Schlesien in preußische Gefangenschaft.
Als Lisl erfährt, was ihrem Geliebten widerfahren ist, setzt sie alles daran, ihn zu retten. Sie berät sich mit Feldmarschall Hadik. Er will dem sympathischen Mädchen helfen und empfiehlt ihr, dem preußischen Befehlshaber in Schlesien, dem Herzog von Braunschweig, einen Brief von ihm zu überbringen und ihn demütig zu bitten, Gnade vor Recht walten zu lassen. Zwar kommt die Begegnung mit dem preußischen Herzog zustande, aber das Ziel, ihrem Geliebten die Freiheit zu verschaffen, erreicht sie nicht. 
Lisl gibt nicht auf. Sie setzt nun ihre ganze Kraft daran, eine Audienz bei Friedrich II. zu bekommen. Der Wunsch wird ihr erfüllt. Nachdem der König gespannt ihrer Geschichte gelauscht hat, meint er, es mache ihm Spaß, wieder einmal den Plan seiner Feindin Maria Theresia durchkreuzen zu können, indem er dafür sorge, dass der Leutnant ein bürgerliches Mädchen heiraten könne. Rabenau erhält die Freiheit. So gelingt es ihm, noch rechtzeitig nach Olmütz zu reiten und dem dortigen Befehlshaber die geheime Botschaft der Kaiserin zu überbringen. Auf diese Weise wird die Stadt als Österreichs letzte feste Bastion vor Wien gehalten. 
Die Kaiserin weiß, welchen zwei Menschen sie die Rettung von Olmütz zu verdanken hat und erteilt eine Ausnahmegenehmigung von dem Grundsatz, dass ein adliger Offizier keine Bürgerliche heiraten darf.